# Faits économiques et sociaux au XIIIe siècle

Chronologie de l'économie
XIIe siècle - XIIIe siècle - XIVe siècle

## Climat
- Vers 1200 : maximum d'activité solaire attesté par la mesure du Carbone 14 dans les cernes de croissance des arbres (optimum climatique médiéval)[1].

- 1273-1285 : aridité exceptionnelle dans le Sud-ouest de l'Amérique du Nord[2].

## Événements
- 1185-1333 : époque de Kamakura au Japon[3] ; le clan des Minamoto développe le commerce avec la Chine grâce à son port de Kamakura[4]. La monnaie chinoise en cuivre (sapèques) est importée en quantités massive[5].
- Vers 1200-1240 : la Rus' décline après le saccage de Kiev par les Coumans (1203) et celui de Constantinople par les croisés (1204). La route commerciale de la mer Noire est coupée, quand les mongols attaquent la Russie (1237-1238 et 1240-1242) et forment la Horde d'or (1243). Une partie des habitants de Kiev migre vers le nord. Novgorod, ainsi renforcée, devient une principauté au commerce florissant tourné vers la mer Baltique et la Volga, siège au XIIIe siècle d’un grand comptoir de la ligue hanséatique[6].
- 1215-1216 : selon le chroniqueur algérien Al Maqqari (mort en 1632), trois mille marchands latins auraient touché Alexandrie pour l’année 612 de l'hégire[7].
- Vers 1240 : au Tibet, des morceaux de sel aux armes de l'empereur sont utilisés comme monnaie[8].

Billet de banque de la dynastie Yuan et sa matrice (1287).

- 1241-1343 : Pax Mongolica ; la route de la soie est rouverte[9], permettant aux produits manufacturés chinois (soie, porcelaine, articles de luxe) d’arriver en Europe. Vers 1260, le service postal de l'empire mongol devient une institution régulière[10] et les Mongols utilisent le papier monnaie[11] (zhongtong chao).
- 1261-1262 : traité entre Michel VIII Paléologue et le sultan mamelouk Baybars ; l'empereur byzantin, maître des détroits, prend conscience de l’importance de l'Empire byzantin entre la Horde d'or, exportatrice d’esclaves, et l’Égypte mamelouk qui en a un besoin vital. L'accord est renouvelé en 1281 avec le sultan al-Mansur Qala'ûn[12].
- 1266-1359 : apogée de la Horde d'or en Russie[13] ; sa capitale Saraï devient jusqu’à sa destruction en 1395 un centre commercial important reliant les routes entre l’Orient et l’Occident. Des commerçants vénitiens et génois viennent y acheter des fourrures venues du Nord ainsi que des esclaves kiptchak qu’ils revendent aux Mamelouks d’Égypte[14].

- 1279-1293 sous les règnes de Qala'ûn et de son fils Khalil, l’Égypte connaît un nouvel essor économique. Jusqu’en 1382, la vie commerciale du royaume mamelouk s’étend de l’Europe occidentale à l’Extrême-Orient et du Caucase à l’Afrique occidentale.En Égypte, excepté les terres réservées au souverain et à ses Mamelouks royaux, la totalité des terres cultivables sont concédées en iqtâ aux émirs, à leurs Mamelouks et à la cavalerie non mamelouk (ajnâd al-halqa). En 1298-1299, sous Lajin le Trésor fait procéder à une redistribution des iqtâ dont une bonne partie avait été indûment annexée par certains émirs. Cette réforme du cadastre (al-Rawk al-Husami) lui vaut d'être assassiné, mais elle est reprise en 1315 par An-Nâsir[15]. Après 1298, les terres sont abandonnées et la production diminue en Égypte : le Trésor, qui encaisse 10 800 000 dinars de kharâdj (impôt foncier) en 1298 n’en perçoit plus que 9 428 000 en 1315 et 1 800 000 en 1520.

- Vers 1280 : Kubilai Khan fait améliorer le réseau routier en Chine et en Mongolie. Il fait réparer les routes abîmées pendant les guerres. Des arbres bordent les chaussées. Il fait construire des caravansérails et des relais dans lesquels 200 000 chevaux sont à la disposition des messagers. Pour ravitailler Pékin, il fait rétablir et prolonger vers le nord le canal impérial reliant la ville avec la mer[16]. Il rétablit le système des greniers d’abondance pour parer aux famines.

### Europe
- Avant 1200 : arrivée en Bohême de colons des régions de Haute et de Moyenne Allemagne à l'origine des Allemands des Sudètes[17]. Le XIIIe siècle est marqué en Bohême par un net accroissement de la population. Concentrée jusque-là dans le bassin de l'Elbe (Polabí (en)), très favorable à l’agriculture, elle défriche intensément les montagnes du quadrilatère de Bohême. C’est surtout l’œuvre de colons allemands venus de Thuringe, de Souabe, de Saxe ou d’Autriche. Des villages sont créés par des contrats écrits entre les seigneurs et les colons, garantissant à ces derniers le droit héréditaire sur leurs terres. Dirigés par le colon le plus riche (rychter ou šule), ils développent en plaine l’assolement triennal pratiqué par les Germains, mais l’exploitation minière constitue la richesse essentielle[18].

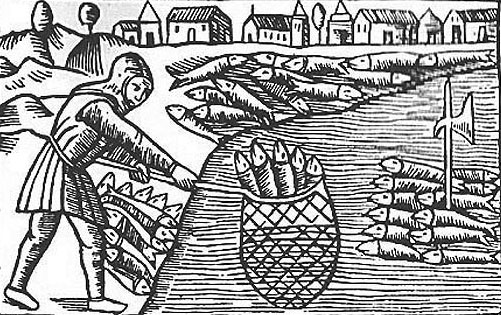
Gravure sur bois représentant la pêche au hareng en Scanie, 1555.

- Début du XIIIe siècle : fondation de la foire de Skanör (Scanie)[19]. Elle se tient au moment où d’énormes bancs de harengs migrent d’une mer à l’autre. Les Lübeckois apportent et vendent le sel de Lunebourg pour la conservation des poissons, qui s’exportent dans les pays du Sud. Ils sont rejoints par d’autres marchands allemands, puis par des Anglais et Néerlandais qui commencent à doubler la pointe de Skagen (Umlandsfahrer, « cirumnavigatores », mentionnés par un règlement douanier de 1251[20]) à partir du milieu du siècle[21]. Outre les harengs et le sel, la foire permet l’échange d’autres produits : fer de Stockholm, bière de Lübeck, articles d’emballage, cordes, tonneaux, étoffes des Pays-Bas et autres produits manufacturés.
- 1150-1250 : apogée de l’activité des foires de Champagne : favorisées par leur situation à la rencontre des routes de Flandre et d’Italie, les foires de Champagne deviennent le centre des échanges internationaux de produits (draps) et de finance. Elles déclinent après 1300[22].
- De 1199 à 1483 : 2800 chartes octroyant le privilège de tenir des marchés à dates fixes sont concédées à des villes en Angleterre[23].
- 1199-1217 : dans le golfe des Pictons devenu marais poitevin, des textes signalent la construction de digues prévues pour entamer l’assèchement des marais et la poldérisation. En 1199, Pierre de Volvire (ou de Velluire), seigneur de Chaillé, donne aux moines de l'abbaye de Moreilles d'importantes concessions dans le marais , à charge pour eux de creuser un canal d'écoulement vers la mer, le canal de Bot-Neuf. En 1217, il autorise les abbés de Saint-Michel-en-l'Herm, de l'Absie, de Saint-Maixent, de Maillezais et de Nieul-sur-l'Autise, à creuser dans ses marais du Langon, de Vouillé et de l'Anglée un canal d'écoulement qui prend le nom d'« achenal des Cinq-Abbés »[24].
- Vers 1200 :
  - la masse paysanne en France est en majorité composée de serfs, embrigadés dans le cadre de la seigneurie et uniformément astreints à trois charges spécifiques : le chevage (redevance annuelle par tête), le formariage et la mainmorte. Ces charges s'étendent aux XIIe et XIIIe siècles à une grande part de paysannerie. À partir de 1250, le progrès économique et le besoin en numéraire conduisent les maîtres à accorder des affranchissements individuels ou collectifs, de sorte que le servage devient le lot des plus démunis, mais leur offre un privilège de protection et de non expulsion du seigneur[25],[26].
  - l'utilisation systématique de la charrue à soc de fer tirée par un important attelage augmente le rendement du sol en Europe du Nord[27].

- Après 1200 : apparition des villages forestiers (Waldhufendorf (de)) dans les régions alpines. Ils s’étendent le long d’une route avec des champs perpendiculaires à celle-ci. La main-d’œuvre est fournie par des paysans serfs à qui des chartes de colonisation offrent des conditions plus avantageuses[28].

- 1204-1261 : occupation et partage de l'Empire byzantin par les Latins à l'issue de la quatrième croisade. Venise évince Gênes et Pise et tient l’économie de l'Empire byzantin en tutelle. Elle obtient les trois huitièmes de l'Empire, dont une large part de Constantinople, des côtes de la Mer Ionienne et des îles, du Péloponnèse, des Cyclades, de Gallipoli et de Rodosto, et achète la Crète (duché de Candie)[29]. Trois fois par an, des convois de galées sous escorte, les mudae, quittent Venise pour l’Empire. Dans l’empire vénitien en Orient, la Commune est par principe propriétaire de toutes les terres. Les anciens démosiaires byzantins, devenus les « vilains de la Commune », conservent leur statut. Les vilains seigneuriaux, par contre, ont pratiquement un statut de serf. L’atmosphère dans les campagnes crétoise devient rapidement explosive (fuite, criminalité, brigandage, révoltes ouvertes)[30]. En 1261, Gênes aide Michel VIII Paléologue à mettre fin ) l'Empire latin et obtiennent les privilèges de Venise ainsi que le droit de commercer en mer Noire[29].
- 1207 : des fabriques de soie s'ouvrent à Venise[31].
- 1215 : le quatrième concile du Latran défini les modalités de la contribution du clergé à la croisade , soit un vingtième pour cinq ans à partir de 1215, plus tard un dixième (décimes). L’argent recueilli est envoyé au légat en Terre sainte pour qu’il le distribue aux croisés[32].
- 1220-1340 : création des bastides dans le Sud-Ouest de la France ; le mouvement s'amplifie après 1250, s'essouffle vers 1320 et s'achève vers 1340[33].
- 1225-1300 : ralentissement des défrichements commencées vers 1050 dans le Bassin parisien (1225-1230), en Picardie (après 1240), dans le Chartrain, le Poitou et la Haute-Provence (vers 1250), en Normandie (vers 1260), en Artois (après 1270), en Dauphiné (vers 1300)[34].
- 1229-1231: grève de l'université de Paris, premier mouvement de grève connu en France[35].
- Vers 1230 : 
  - les Allemands obtiennent à Novgorod des privilèges commerciaux importants[36]. Le prince de Polotsk leur reconnaît des droits à Vitebsk et Smolensk[37].
  - les Ben Labi de la Caballeria et les Ravaya, Juifs séfarades, sont les banquiers du roi Jacques Ier d’Aragon. Ils financent les conquêtes et se voient confier par le souverain des charges gouvernementales[38].
- 1238 : première charte de Schemnitz, crée au XIIe siècle par des colons allemands venus exploiter les mines d'argent de Haute-Hongrie[39].
- Vers 1240 : les Hanséates obtiennent une lettre de privilège à Bergen. Ils y achètent de la morue séchée, de l’huile de poisson, du beurre et des peaux, et vendent aux Norvégiens des céréales, de la farine et du malt de Lübeck[40]. En ce temps où la population s’accroît, les paysans se tournent vers l’élevage, plus rémunérateur. Les Norvégiens deviennent dépendant des Hanséates qui ont le monopole du transport des céréales entre l’Allemagne, puis la Pologne et la Norvège. Premiers épisodes de la lutte menée par les rois de Norvège contre les empiètements de la Hanse.
- 1243-1280 : le riche marchand drapier Jehan Boinebroke est près de dix fois échevin de Douai. Donneur d'ouvrage , il personnifie selon Georges Espinas le « commerçant-capitaliste » qui dynamise à cette époque par son énergie et son entregent l’industrie drapière de sa cité. Il est connu par une « réparation testamentaire » où se trouvent relevées toutes les exactions qu'il a commises de son vivant et les témoignages de 45 plaignants[41].
- 1245-1320 : soulèvements ouvriers en Flandre. La première grève ouvrière dans le textile éclate à Douai (« takehan ») en 1245. Ces conflits deviennent fréquent après 1274, quand les tisserands et les foulons de Gand quittent la ville en masse pour se retirer en Brabant où les échevinages refusent de les recevoir[42]. En 1280, les artisans de Ypres (été) Bruges (septembre), Douai (octobre) descendent dans les rues en armes. Massacres et pillages sont suivis d'une dure répression et de l'exil de nombreux ouvriers vers l'Angleterre ou l'Italie. À Arras Jean Cabot anime les réclamations populaires entre 1282 et 1289. Vers 1320, les bourgeois d'Ypres demandent au roi de France de ne pas faire démolir l'enceinte intérieure de la ville qui les protège contre les gens du « commun »[43]. Ces conflits permettent aux ouvriers d'obtenir le droit d'élire leurs représentants[44].
- 1248 : première utilisation avérée de l'assolement triennal par les archives de la grange de Vaulerent, dépendance de l'abbaye de Chaalis en Île-de-France[45].
- 1250-1290 : la révolution commerciale commencée vers 1150 en Europe médiévale atteint son apogée[46].

- Vers 1250 :
  - opérations de banque : les Génois avancent plus de 100 000 livres tournois à Louis IX lors de sa croisade, que le roi paye par mandats sur son trésor à Paris. Les mandats envoyés à Gênes sont remis à une compagnie de Plaisance qui, par l’intermédiaire de ses représentants aux foires de Champagne, les recouvre à Paris. Les Placentins payent immédiatement les Génois au reçu du mandat : c’est le premier exemple d’escompte connu. Au change s’ajoute le bénéfice du prêt, et les Génois gagnent près de 20 % à ces opérations[47].
  - agitation dans les métiers parisiens[48].
  - plusieurs monastères d’Île-de-France libèrent leurs serfs contre l’octroi d’une franchise payée en argent, de nouvelles constructions et le versement de décimes pour la croisade, ayant mis à mal leurs réserves financières[49].
- 1251 : le bateau Paradisus Magnus (Le Grand Paradis) est capable de transporter 200 passagers et près de 250 tonnes de marchandises de Gênes à Tunis[50].

- Années 1260-1270 : ralentissement de la croissance économique en Europe[51].

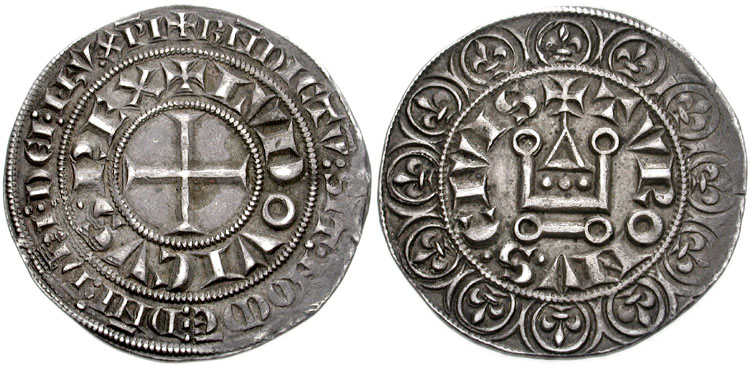
gros tournois, 1266

- Après 1261 : dépréciation de l’hyperpère byzantin, monnaie d’or qui passe de 18 à 15 carats sous Michel VIII Paléologue (1259-1282) et à 12 carats sous son fils, Andronic II Paléologue (1282-1328)[52].
- 1263-1266 : ordonnances monétaires en France : imposition de l’unique monnaie royale dans le domaine, création du « gros tournois », premiers écus d'or[53].
- 1272-1294 : les Riccardi, banquiers italiens, avancent 400 000 livres aux Plantagenêts[54].
- 1275 : création de la compagnie florentine des Peruzzi, société commerciale à succursales (Londres, Pise, Naples, Avignon, Bruges, Chypre, etc.) active de 1275 à 1343[55].
- Entre 1276 et 1285 : des Juifs séfarades obtiennent de hautes charges en Aragon : Jeuda de la Caballeria est gouverneur de Saragosse et de Valence, Benvenist de la Caballeria est collecteur des douanes du royaume d’Aragon, Mossé de Portella est bayle de Morella, Peníscola, Sagonte, Segorbe et Tarazona, Mossé Al-Constantini est bayle de Saragosse puis de Valence en 1280-1282[56].

- 1277 : liaison maritimes directe entre Bruges et Gênes par le détroit de Gibraltar[57]. Les galées génoises (1277) puis les galères de Venise (1288) contournent l’Espagne et portent à L'Écluse (port de Bruges), à Londres et à Southampton les produits d’Orient. Des liaisons régulières sont instaurées en 1298 (Gênes) et 1317 (Venise). Le déclin des foires de Champagne s'accentue[58].
- 1277-1280 : la comptabilité en partie double est attestée à Florence[59].
- 1279-1280 : le nouveau recensement de tous les domaines et des revenus de tous les seigneurs du royaume d'Angleterre (Hundred Rolls (en)) marque un accroissement des inégalités depuis le Domesday Book de 1086[60] : 46 % des paysans anglais ne disposent plus que d’une exploitation égale où inférieure à six hectares. Dès la fin du XIIIe siècle, 36 % des paysans anglais disposent à peine du minimum vital nécessaire à entretenir leur famille (4  à   5 ha).
- 1279-1325 : règne de Denis Ier de Portugal ; il développe l’agriculture (plantation des pins de la forêt de Leiria pour construire la flotte), le commerce et l’industrie[61].
- Vers 1280 : 
  - début de l’exploitation des mines de cuivre de Kopparberg, dans la région de Falun, en Suède[62].
  - arrêt des défrichements en Europe occidentale. La migration des paysans allemands se poursuit en Bohême , en Silésie et en Poméranie jusqu'en 1340[63].
  - au Portugal, les Juifs sont regroupés en sept districts (Tras os Montes, Viseu et Covilhã, Beira, Santarém, Évora ou Alentejo, Faro ou Algarve), dirigés chacun par un arrabi menor, qui désignent l’arrabi mor (Grand Rabin), plus vraisemblablement nommé par le roi sur leur proposition. C’est un personnage considérable, chargé de hautes fonctions économiques et administratives, conseiller et collaborateur du souverain[56].

- 1280-1300 : l’activité lainière connaît une forte croissance en Angleterre[64].
- Après 1282 : Empire byzantin : à la mort de Michel VIII Paléologue, la crise rurale et les ponctions des Latins vident un trésor déjà éprouvé par une politique ambitieuse menée pendant 20 ans[65].
- 1284-1342 : stabilité des récoltes de l’abbaye de Saint-Denis, hormis de brefs accidents climatiques[66].
- 1285-1314 : sous Philippe le Bel, les revenus totaux de l’État atteignent 46,4 tonnes d’équivalent argent dont 39 % fournis par le domaine, le reste par « l’extraordinaire » (impôts irréguliers)[67].
- 1288 :  conflit entre les paysans-commerçants de Gotland et les bourgeois de Visby, soutenus par Lübeck et la ligue des villes Wendes ; le roi Magnus III de Suède intervient et oblige les bourgeois de Visby victorieux à lui jurer obéissance, et Gotland et Visby cessent d'exister comme une entité politique indépendante. Visby est progressivement supplantée par Lübeck dans le commerce avec Novgorod[68].
- 1294-1295 : Philippe IV le Bel ordonne une dévaluation de la monnaie en France[69]. Début d'une crise monétaire .

## Droit
- 1200-1258 : Très ancien coutumier (1199-1200), Second coutumier (1218-1223) et Summa de legibus Normanniae in curia laicali (1235-1258), transcriptions du droit coutumier en Normandie[70].
- 1215 : les barons anglais obtiennent du roi la Grande Charte qui garantit les droits féodaux, les libertés des villes contre l’arbitraire royal et institue le contrôle de l’impôt par le Grand conseil du royaume[71].
- 1253-1259 : rédaction de De legibus et consuetudinibus Angliae (Lois et coutumes des Anglais) par Henry de Bracton[72], le plus ancien livre sur le droit anglais (common law).
- 1256-1265 : dans les Siete Partidas, Alphonse X de Castille tente d’empêcher les Juifs d’être courtiers de grands négoces, collecteurs des finances (ils le sont tous et partout), de tenir des boutiques de denrées alimentaires que fréquentent les Chrétiens, d’ouvrir leurs ateliers et négoces le dimanche. On leur interdit de porter des objets et tissus de luxes et on les oblige à assister à certains offices religieux et d’écouter les sermons des frères dominicains dans les églises. Le plus souvent, ces contraintes officielles restent lettre morte[73].
- Vers 1268 : Étienne Boileau, le prévôt de Paris fait rédiger les coutumes et règlements d'une centaine de métiers, Le Livre des métiers[74].
- Vers 1280 : le statut d'Alsnö définit la noblesse suèdoise[75]. Le système de la possession héréditaire des titres semble ne pas avoir existé en Scandinavie. Le bénéficiaire d’un fief (län) l’est à titre personnel en liaison avec l’exercice d’une fonction. Les princes de la famille royale se voient confier d’importantes provinces, afin de combler les désirs des branches royales écartées du trône (fyrstelän). Les charges liées à certaines fonctions sont compensées par la détention d’un fief : les intendants, ou « baillis » (norrois fóguti, danois foged, suédois fut), les commandants de places ou des districts militaires (danois hovedsmand, suédois hövitsman), les chefs de circonscription juridique et administratives (lagmän), les préfets administrant une circonscription territoriale (suédois häradshövding). Ces chefs territoriaux ne sont pas forcément issus de l’aristocratie. Ils sont installés dans des demeures fortifiées et servent les intérêts du roi dans leur circonscription. Certain fiefs sont donnés en gage contre un prêt en argent (suédois pantlän, « fief-gage »). D’autres rétribuent totalement le service demandé (tjänstelän, « fief de fonction »). Parfois les bénéficiaires doivent rendre des comptes au suzerain (räkenskapslän). La Scandinavie a adopté également la chevalerie (riddari, chevalier). On distingue les nobles issus des grandes familles, les stormœnd (« optimi viri ») des landmœnd (« gentilshommes »), qui souvent ne se distinguent des plus gros propriétaires terriens (storbœnder) que par leur exemption d’impôt.

## Démographie
- Vers 1200 : la population de la Terre s'élève à quelque 400 millions d'habitants[76] ; 260 millions en Asie, 64 en Europe, 48 en Afrique, 26 en Amérique, 2 en Océanie[77].
- Vers 1260 :  la couronne de Castille est le plus vaste état de la péninsule ibérique, avec trois millions d’habitants.
- 1275-1300 : ralentissement de l’essor démographique en Occident : la proportion des familles picardes ayant plus de deux garçons tombe de 43 % en 1200-1225 à 34 % en 1275-1300.
- Vers 1290 : 
  - la Chine compte 59 millions d’habitants.
  - entre 72 et 75 millions d’habitants en Europe et entre 20 et 22 millions en France vers la fin du XIIIe siècle.
  - 70 000 ou 80 000 habitants à Paris.